# Adrian Uter
Adrian Carlos Uter, né le 27 octobre 1984 à Manchester, Jamaïque, est un joueur jamaïcain de basket-ball. Il évolue aux postes de pivot et d'ailier fort.

## Biographie
Le 2 octobre 2014, il s'engage avec le SPO Rouen Basket pour remplacer Akin Akingbala. Toutefois, le 28 octobre 2014, sa signature n'est toujours pas officielle en raison du retard pour l'obtention de son visa de travail mais il passe avec succès la visite médicale. Le 6 novembre 2014, il n'est toujours pas qualifié par la LNB car Rouen dépasse la masse salariale en le signant.
Le 20 novembre 2014, après un mois d'entraînements avec Rouen, sa situation n'a pas évolué et il part en Israël sans avoir disputé un match avec Rouen, à l'Hapoël Eilat. En janvier 2015, il désigné MVP du mois de décembre en Israël.
En juillet 2015, il est sacré champion du Porto Rico avec les Leones de Ponce en battant Arecibo 4 à 2. Peu après, il signe à l'AS Monaco dans le championnat de France.
Le 25 juin 2016, il signe à l'ASVEL Lyon-Villeurbanne.

## Clubs successifs
- 2004-2006 :  Hofstra Pride (NCAA)
- 2006-2007 :  Swans Gmunden (Autriche)
- 2007-2008 :  Saint-Vallier Basket Drôme (Pro B)
- 2008 :  Illiabum Clube (Portugal)
- 2008-2009 :  Hapoël Lev HaSharon (Israël - D2)
- 2009-2010 :  Maccabi Habikaa (Israël - D2)
- 2010-2011 :  Hapoël Tel-Aviv (Israël - D2)
- 2011-2013 :  Maccabi Rishon LeZion (Ligat Ha'al)
- 2013 :  Caciques de Humacao (Porto Rico)
- 2013-2014 :  Pallacanestro Cantù (LegA, EuroCoupe)
- 2014 :  Leones de Ponce (Porto Rico)
- 2014-2015 :  Hapoël Eilat (Ligat Ha'al)
- 2015 :  Leones de Ponce (Porto Rico)
- 2015-2016 :  AS Monaco Basket (Pro A)
- 2016-2017 :  ASVEL Lyon-Villeurbanne (Pro A)
- 2017-2018 :  Leones de Ponce (Porto Rico)

## Palmarès

### En club
- Champion de Porto Rico avec les Leones de Ponce en 2014 et 2015
- Champion d’Israël-D2 en 2010

### Sélection nationale
- Participation au Championnat des Amériques en 2013 (Caracas, Venezuela)

## Statistiques

### Universitaires
| Saison   | Équipe  | Matchs | Titul. | Min./m | % Tir | % 3pts | % LF | Rbds/m. | Pass/m. | Int/m. | Ctr/m. | Pts/m. |
| -------- | ------- | ------ | ------ | ------ | ----- | ------ | ---- | ------- | ------- | ------ | ------ | ------ |
| 2004-05  | Hofstra | 30     | 16     | 19,1   | 63,1  | 0,0    | 45,6 | 5,17    | 0,40    | 0,50   | 2,00   | 6,17   |
| 2005-06  | Hofstra | 29     | 29     | 27,8   | 56,6  | 0,0    | 50,9 | 7,79    | 0,69    | 0,79   | 2,28   | 9,28   |
| Carrière |         | 59     | 45     | 23,4   | 59,2  | 0,0    | 48,9 | 6,46    | 0,54    | 0,64   | 2,14   | 7,69   |

### Professionnels
| Saison    | Équipe                | Matchs | Titul. | Min./m | % Tir | % 3pts | % LF | Rbds/m. | Pass/m. | Int/m. | Ctr/m. | Pts/m. |
| --------- | --------------------- | ------ | ------ | ------ | ----- | ------ | ---- | ------- | ------- | ------ | ------ | ------ |
| 2007-2008 | Saint-Vallier         | 11     | 3      | 15     | 47,1  | 0,0    | 40,9 | 2,8     | 0,8     | 1,0    | 0,6    | 5,2    |
| 2011-2012 | Maccabi Rishon LeZion | 32     | 30     | 34,0   | 51,1  | 0,0    | 61,2 | 7,25    | 2,31    | 1,84   | 1,38   | 13,25  |
| 2012-2013 | Maccabi Rishon LeZion | 32     | 32     | 32,9   | 51,9  | 0,0    | 63,6 | 9,41    | 2,22    | 1,38   | 1,56   | 15,25  |
| 2012-2013 | Caciques de Humacao   | 14     | 13     | 28,4   | 47,5  | 0,0    | 73,5 | 9,64    | 2,00    | 0,79   | 1,57   | 13,93  |
| 2013-2014 | Pallacanestro Cantù   | 32     | 7      | 18,2   | 55,9  | 20,0   | 68,4 | 4,56    | 1,03    | 0,69   | 0,78   | 8,31   |
| 2013-2014 | Leones de Ponce       | 21     | 0      | 14,7   | 46,3  | 0,0    | 70,5 | 3,24    | 0,81    | 0,57   | 0,38   | 4,43   |
| 2014-2015 | Hapoël Eilat          | 37     | 36     | 29,6   | 53,6  | 35,0   | 65,1 | 7,81    | 2,00    | 1,76   | 0,97   | 14,05  |
| 2014-2015 | Leones de Ponce       | 11     | 6      | 26,0   | 57,5  | 0,0    | 51,2 | 7,64    | 1,55    | 0,91   | 1,36   | 11,09  |
| 2015-2016 | Monaco                | 28     | 26     | 24,4   | 59,4  | 50,0   | 68,6 | 5,50    | 1,82    | 0,86   | 0,64   | 11,04  |